# Vert tilleul
Vert tilleul est un nom de couleur en usage dans le domaine de la mode et la décoration qui désigne le vert-jaune « des samares du Tilleul, dans l'état où elles sont employées par l'herboristerie ».
L'expression « vert tilleul » est attestée en 1868, dans une liste de couleurs de foulards vendu par une maison de commerce.
Dans les nuanciers contemporains, on trouve, en fil à broder vert tilleul ; en matériel pour les arts graphiques, 231 vert tilleul 155 vert tilleul, 100 tilleul.